# El Porvenir de Igualada
El Porvenir de Igualada, era una publicació setmanal, editada a Igualada entre 1882 i 1883.

## Descripció
Portava el subtítol Periódico defensor de los intereses de esta Ciudad y su partido i, a partir del núm. 3, la capçalera estava il·lustrada amb alguns elements que simbolitzaven el progrés que desitjaven a la ciutat: una figura femenina amb una bandera amb la llegenda Progreso, l'escut d'Igualada, un pagès llaurant, unes fàbriques amb les xemeneies fumejant i el ferrocarril.
La redacció i l'administració eren a la impremta de Marian Abadal. El primer número es va publicar el 3 de setembre de 1882 i el darrer, el 53, portava la data de 2 de setembre de 1883. Sortia cada diumenge i tenia vuit pàgines. El format era de 31 x 21 cm, a dues columnes.

## Continguts
Com la majoria de publicacions igualadines d'aquesta època, estava estructurada donant la màxima importància a l'article editorial, que ocupava tota la primera pàgina i part de la segona. S'hi feien reflexions de caràcter social: l'ensenyament, la política, l'educació de la dona, etc.
Venia a ser la continuació de La Colmena de Igualada (1880-1882) i, com aquest periòdic, estava molt vinculat a l'Ateneu Igualadí i n'anunciava les activitats (teatre, concerts, reunions, certàmens literaris, etc. També va continuar l'aferrissada i constant polèmica contra el Semanario de Igualada i la defensa de l'aprofitament de l'aigua subterrània de l'Anoia i de la construcció del ferrocarril.
Probablement el responsable era Joan Serra i Constansó, que hi signava amb el pseudònim Delfí Rosella. També hi escrivien Joaquima Hernández de Moga, Esteve Carreras, F. Ubach Vinyeta, Eusebi Benages i Jaume Serra Iglesias.

## Localització
- Biblioteca Central d'Igualada. Plaça de Cal Font. Igualada (col·lecció completa i relligada)